# Dilectissima nobis

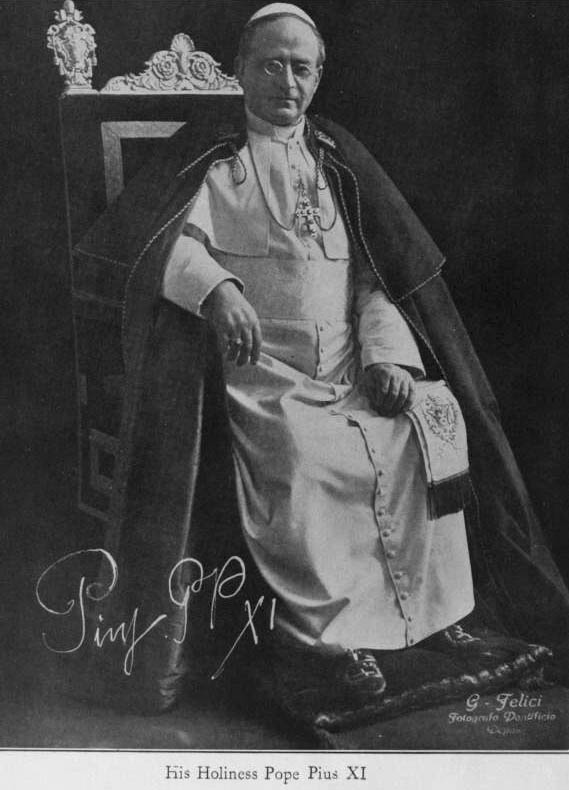
Pius XI.

Dilectissima nobis s podtitulem O útlaku církve ve Španělsku je 25. encyklikou vydanou Papežem Piem XI. dne 3. června 1933, ve které popsal ostře kritizoval útlak církve ve Španělsku, především vyvlastnění všech církevních budov, rezidencí episkopátu, farních budov, seminářů a klášterů.
Republikánská vláda, která nastoupila k moci ve Španělsku v roce 1931 byla silně antikatolická, zakazovala výuku náboženství ve školách a dokonce vyhnala ze země Jezuity. Navíc nová španělská ústava z roku 1931 obsahovala omezení práv katolíků a na jejím základě veškeré nemovitosti ve vlastnictví katolické církve vláda vyvlastnila bez náhrad s tím, že církev musela státu platit nájemné z jejich užívání. Encyklika odsoudila zákon, kterým se majetkem španělského státu stala kněžská roucha, liturgické náčiní, sochy a obrazy světců, nádoby, šperky. Dále odsoudila vyvlastnění všech škol v majetku církve a řeholních společenství
Papež Pius XI., který byl nucen čelit podobné perzekuci církve v Sovětském svazu a Mexiku, vyzýval španělské katolíky k obraně proti pronásledování ze strany španělského státu všemi možnými zákonnými prostředky. V podobnému duchu se nesla i jeho dřívější encyklika Quas Primas (1925). V obou encyklikách zdůraznil, že motivací ke krádežím církevního uměleckého bohatství je hrabivost vlád, které neberou žádný ohled na důstojnost na dědictví předchozích generací ve věcech víry a umění. Papež dále upozornil na to, že mnohá společenství ve Španělsku jsou nespravedlivě perzekvována státní mocí, pomlouvána a nepravdivě obžalovávána.
Papež nicméně zdůraznil, že církev nikdy neupřednostňovala žádnou formu vlády. V závěru encykliky je pak shrnutí v tom smyslu, že španělská vláda útočí nejenom na víru a církev, ale také na principy osobní svobody, kterou jinak španělská vláda sama deklaruje.